# Veneux-les-Sablons
Veneux-les-Sablons ist eine Commune déléguée in der französischen Gemeinde Moret-Loing-et-Orvanne mit 5.247 Einwohnern (Stand: 1. Januar 2022) im Département Seine-et-Marne und der Region Île-de-France. Champagne-sur-Seine liegt im Arrondissement Fontainebleau. Die Einwohner werden Veneusiens genannt.
Die Gemeinde Veneux-les-Sablons wurde am 1. Januar 2017 nach Moret-Loing-et-Orvanne eingemeindet. Sie gehörte zum Kanton Montereau-Fault-Yonne.

## Geografie
Veneux-les-Sablons liegt an der Seine. Im Westen liegt der Wald von Fontainebleau. 
Umgeben wurde die Gemeinde Veneux-les-Sablons von den Nachbargemeinden Champagne-sur-Seine und Thomery im Norden, Saint-Mammès im Nordosten, Écuelles und Moret-sur-Loing im Südosten, Épisy und Montigny-sur-Loing im Südwesten sowie Fontainebleau im Nordwesten.
Der Bahnhof liegt an der Bahnstrecke Paris–Marseille. 
Sehenswert ist der Aqueduc de la Voulzie, einer Wasserleitung aus dem Jahre 1926, die von der Voulzie abzweigt und über die Seine nach Paris leitet.

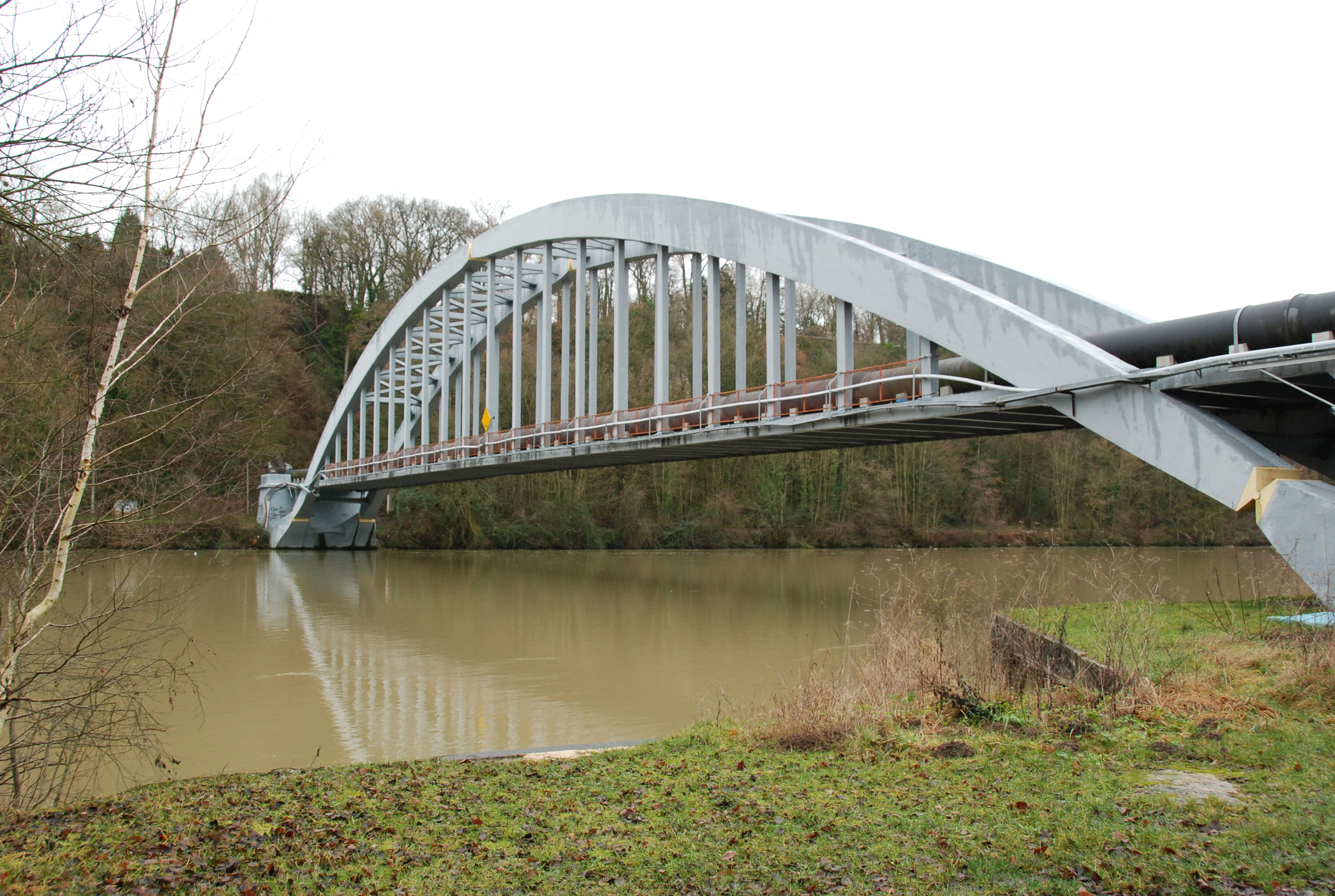
Aquädukt de la Voulzie

## Bevölkerungsentwicklung
| Jahr      | 1962 | 1968 | 1975 | 1982 | 1990 | 1999 | 2006 | 2011 |
| Einwohner | 2725 | 3158 | 3797 | 4051 | 4298 | 4617 | 4736 | 4820 |

## Sehenswürdigkeiten
- Kirche Saint-Philippe-et-Saint-Jacques, 1828 errichtet,
- Villa Greffièrs aus dem späten 17. Jahrhundert

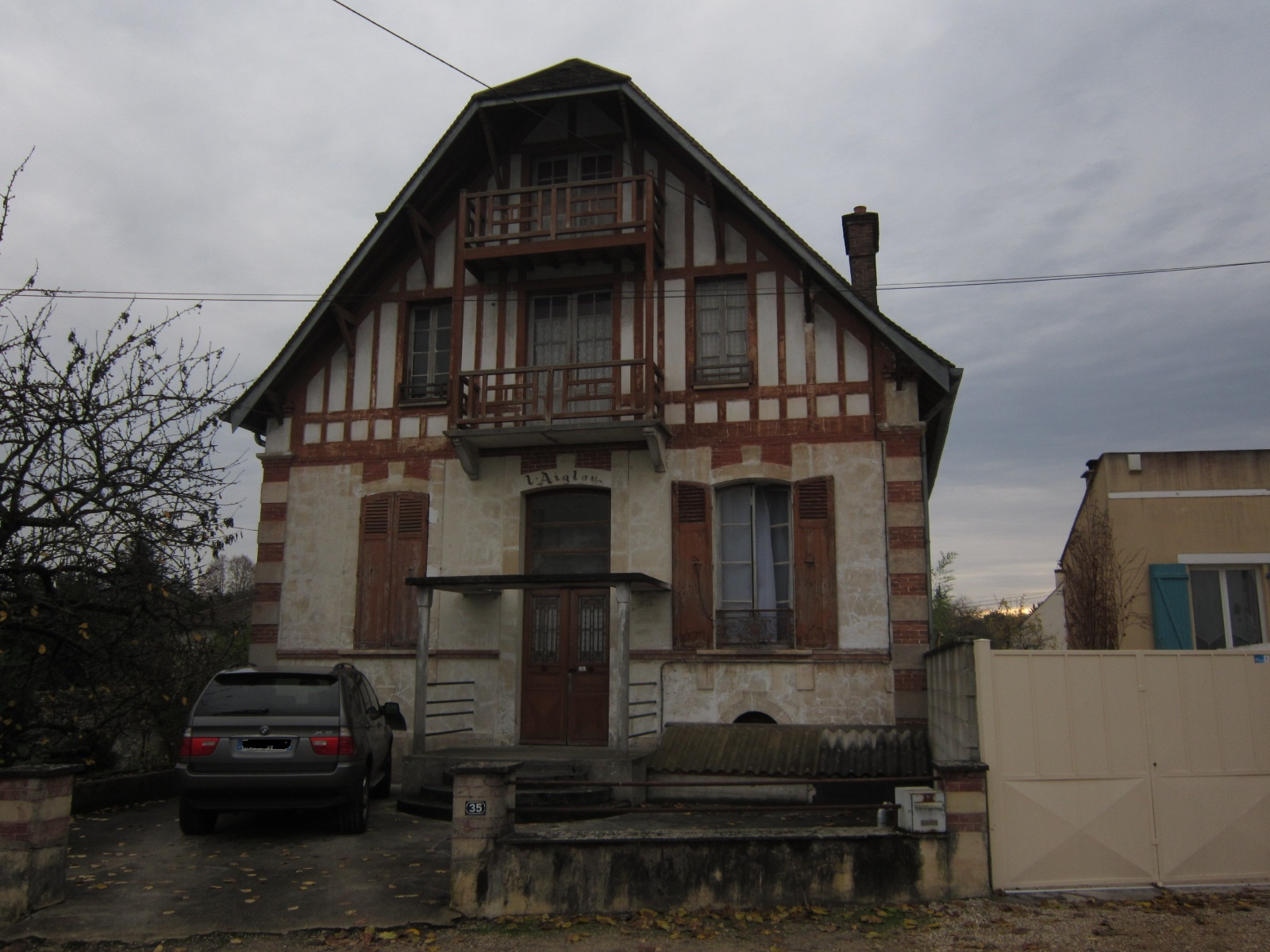
Villa Aiglon

- Villa Aignon aus dem 19. Jahrhundert
- Waschhaus aus dem 19. Jahrhundert

## Persönlichkeiten
- Roger Godeau (1920–2000), Bahnradsportler

## Gemeindepartnerschaften
Mit der tschechischen Gemeinde Louny (deutsch: Laun) in der Region Ústí nad Labem besteht seit 2004 und mit der deutschen Stadt Zschopau in Sachsen seit 2010 eine Partnerschaft.